# Svartabborrtjärnen (Sollefteå socken, Ångermanland, 700013-156562)
Svartabborrtjärnen är en sjö i Sollefteå kommun i Ångermanland och ingår i Ångermanälvens huvudavrinningsområde. Sjön är 6,3 meter djup, har en yta på 0,01 kvadratkilometer och befinner sig 257 meter över havet.